# Монстр недели
«Монстр недели» (или «Злодей недели») — кинематографическое клише, в котором конкретный антагонист появляется в одном эпизоде многосерийного произведения. В каждой новой серии главные герои встречали нового противника и побеждали его, после чего этот противник больше никогда (как правило) не появлялся в сюжете произведения.
Подобное клише широко использовалось в британских, американских и японских телесериалах, выходивших на еженедельной основе: «Доктор Кто», «За гранью возможного», «Зачарованные», «Тайны Смолвиля», «Скуби-Ду». Некоторые сериалы развили эту концепцию, в которой однажды побеждённые противники могут появляться в более поздних сериях, развивая основной сюжет («Баффи — истребительница вампиров», «Сверхъестественное», «Грань», «Секретные материалы»), или являться прислужниками более могущественного злодея, отправившего их для сражения с главными героями («Kamen Rider», «Сейлор Мун», «Ультрамен», «Super Sentai» и «Могучие рейнджеры»).